# Jay Acovone
Jay Acovone, född 20 augusti 1955 i Mahopac, New York, är en amerikansk skådespelare.
Jay har medverkat i ett antal tv-serier som Skönheten och odjuret, Hollywood Beat, Matlock, Mord och inga visor, Sliders, Stargate SG-1, Arkiv X och På heder och samvete samt filmer som S.W.A.T., Times Square, Fånglägret, Cold Steel, Dödlig hämnd, Stepfather 3 och Born to Run.

## Filmografi (i urval)
- 1980 – Lockbetet
- 1987 – Längs den vassa eggen
- 1990 – Rättvisans män (TV-serie) (1 avsnitt)
- 1987 – Matlock (TV-serie) (1 avsnitt)
- 1987–1990 – Skönheten och odjuret (TV-serie) (55 avsnitt)
- 1989 – Krig och hågkomst (TV-serie)
- 1990–1994 – Mord och inga visor (TV-serie) (3 avsnitt)
- 1991 – Dödlig hämnd
- 1992 – Nails
- 1992 – Quicksand: Utan återvändo
- 1992 – Doctor Mordrid
- 1992 – En mördande affär
- 1993 – Born To Run
- 1993 – Conflict of Interest
- 1993 – Marked for Murder
- 1993 – Scali (TV-serie) (1 avsnitt)
- 1994–1997 – Renegade (TV-serie) (2 avsnitt)
- 1995 – Columbo (TV-serie) (1 avsnitt)
- 1995 – Matlock (TV-serie) (1 avsnitt)
- 1995 – Opposite Corners
- 1995–2001 – På spaning i New York (TV-serie) (3 avsnitt)
- 1995 – Vänner (TV-serie) (1 avsnitt)
- 1996 – Foxfire
- 1996 – Spejaren (TV-serie) (1 avsnitt)
- 1996 – Århundradets brott
- 1996 – Crash Dive
- 1996 – Independence Day
- 1997 – Arkiv X (TV-serie) (1 avsnitt)
- 1997 – Dark Skies (TV-serie) (1 avsnitt)
- 1997 – Fredsmäklaren
- 1997–2000 – Sliders (TV-serie) (3 avsnitt)
- 1997–2005 – Stargate SG-1 (TV-serie) (7 avsnitt)
- 1998 – On the Line
- 1998 – Uppgörelsen
- 1999 – Diagnos mord (TV-serie) (1 avsnitt)
- 1999 – Pensacola - vingar av guld (TV-serie) (1 avsnitt)
- 1999–2002 – Providence (TV-serie) (4 avsnitt)
- 2000 – Cast Away
- 2001 – Arkiv X (TV-serie) (1 avsnitt)
- 2001 – Crocodile Dundee i Los Angeles
- 2001 – På heder och samvete (TV-serie) (1 avsnitt)
- 2002 – Collateral Damage
- 2002 – Förhäxad (TV-serie) (1 avsnitt)
- 2003 – S.W.A.T.
- 2003 – Terminator 3 – Rise of the Machines
- 2004 – På heder och samvete (TV-serie) (1 avsnitt)
- 2004 – Rancid
- 2004 – Strong Medicine (TV-serie) (1 avsnitt)
- 2005 – Cold Case (TV-serie) (1 avsnitt)
- 2005 – Criminal Minds (TV-serie) (1 avsnitt)
- 2005 – CSI: New York (TV-serie) (1 avsnitt)
- 2005 – Las Vegas (TV-serie) (1 avsnitt)
- 2005 – Monk (TV-serie) (1 avsnitt)
- 2005 – Traci Townsend
- 2005 – 24 (TV-serie) (1 avsnitt)
- 2006 – World Trade Center
- 2008 – InAlienable
- 2011 – How I Met Your Mother (TV-serie) (1 avsnitt)
- 2012 – CSI: Crime Scene Investigation (TV-serie) (1 avsnitt)
- 2012 – The Mentalist (TV-serie) (1 avsnitt)
- 2013 – NCIS (TV-serie) (1 avsnitt)
- 2013 – A Stranger in Paradise
- 2018 – Lethal Weapon (TV-serie) (1 avsnitt)